# جاي تايلور (لاعب كرة قدم أمريكية أمريكي)
جاي تايلور (بالإنجليزية: Jay Taylor)‏ هو لاعب كرة قدم أمريكية أمريكي، ولد في 23 أكتوبر 1976 في هرشي في الولايات المتحدة.

## وصلات خارجية
- جاي تايلور على موقع مرجع كرة القدم المحترفة.كوم (الإنجليزية)